# Német juhászkutya
A német juhászkutya (gyakran csak németjuhász) Németországból származó, közepesen nagy termetű kutyafajta. Okos, kedves, játékos kutya, és mindemellett hűséges társ. Gyakran alkalmazzák nyomozó-, mentő- és vakvezető kutyaként, de ideális háziállat lehet egy családnak is, mert jól kijön a gyerekekkel, akik többnyire szintén szeretettel viszonyulnak hozzá.

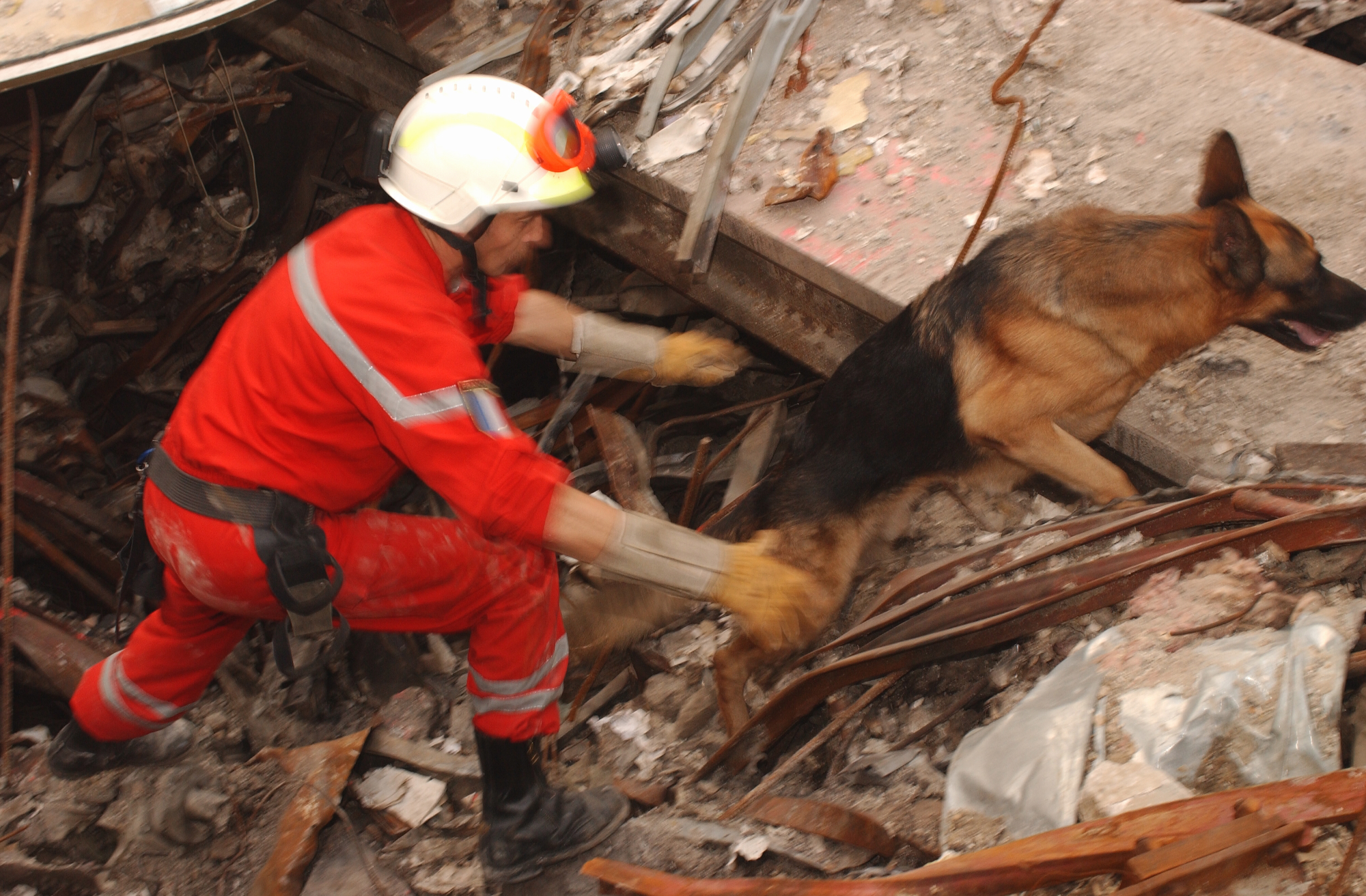
Túlélőket kereső mentőkutya a WTC romjain

## Eredete

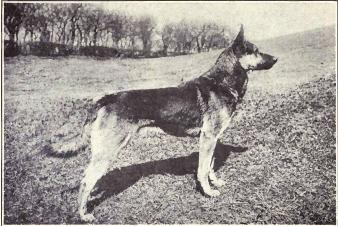
Német juhászkutya 1915-ből

Ahogy azt a neve is mutatja, a fajta Németországból származik. Az ónémet juhászkutyából és különböző pásztorkutyákból tenyésztették ki. Végleges, mai formáját az 1800-as évek körül érte el. Eredetileg a neve Deutscher Schäferhund.

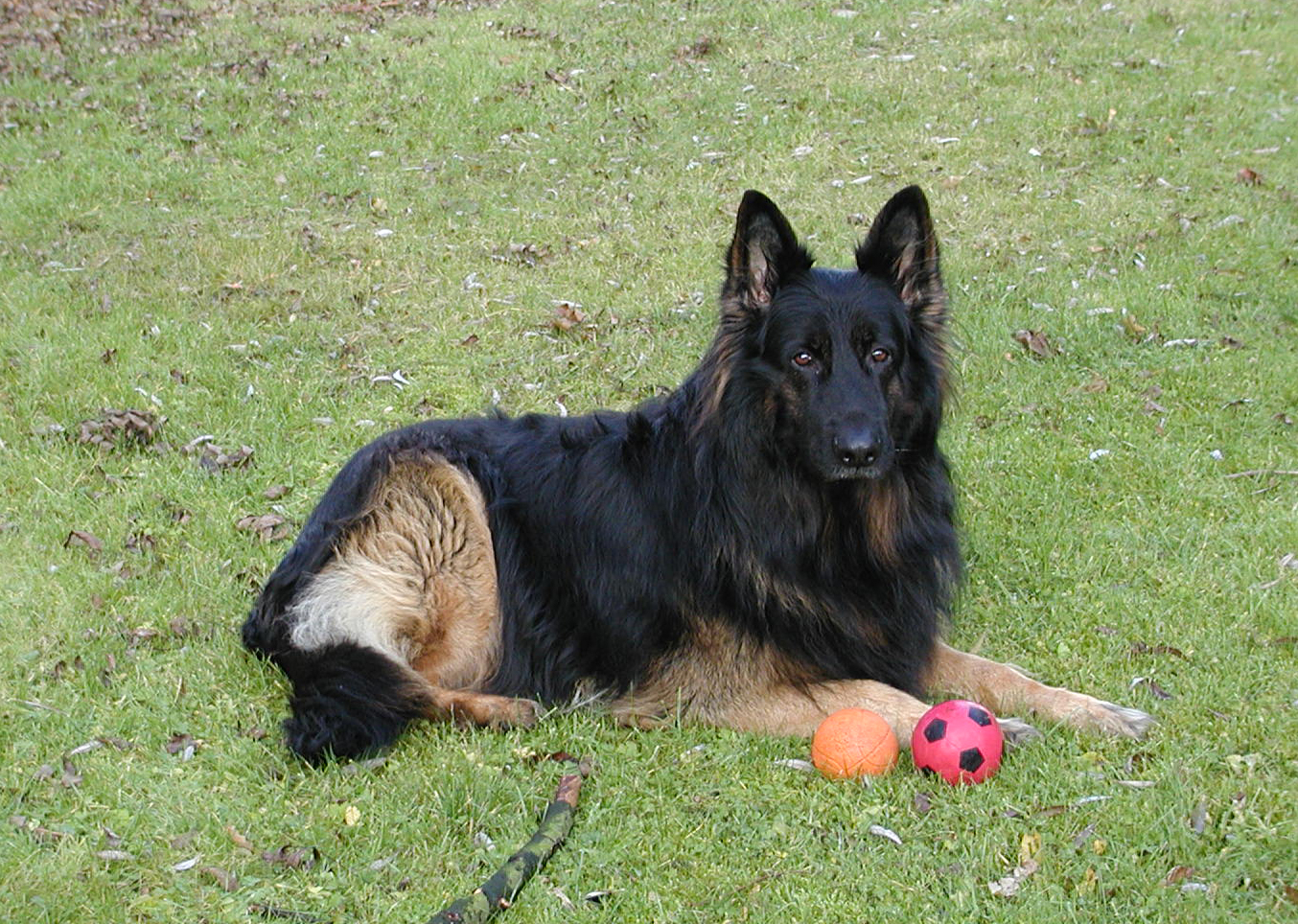
Ónémet juhászkutya

A tenyésztők főleg a szépségre törekedtek, azt akarták elérni, hogy a juhászkutya leginkább hasonlítson a farkashoz. Ilyen kutyák főleg két helyen voltak találhatóak, ez a két tartomány Türingia és Württemberg. A német juhászkutya "atyja" Max von Stephanitz (1864-1936) lovaskapitány volt, aki szinte az életét tette fel a kutyákra. Egy kutyakiállításon látta meg a Hektor Linksrhein nevű kutyát, melyet átkeresztelt Horand von Grafrathra. 1899. április 22-én von Stephanitz és barátja, Arthur Meyer megalapították a "Verein für Deutsche Schäferhunde" [(SV) ~ Német Juhászkutya Egylet]. Három juhász, két gyártulajdonos, egy építész, egy polgármester, egy kocsmáros és egy bíró is csatlakozott hozzájuk mint társalapítók.

## Általános megjelenése

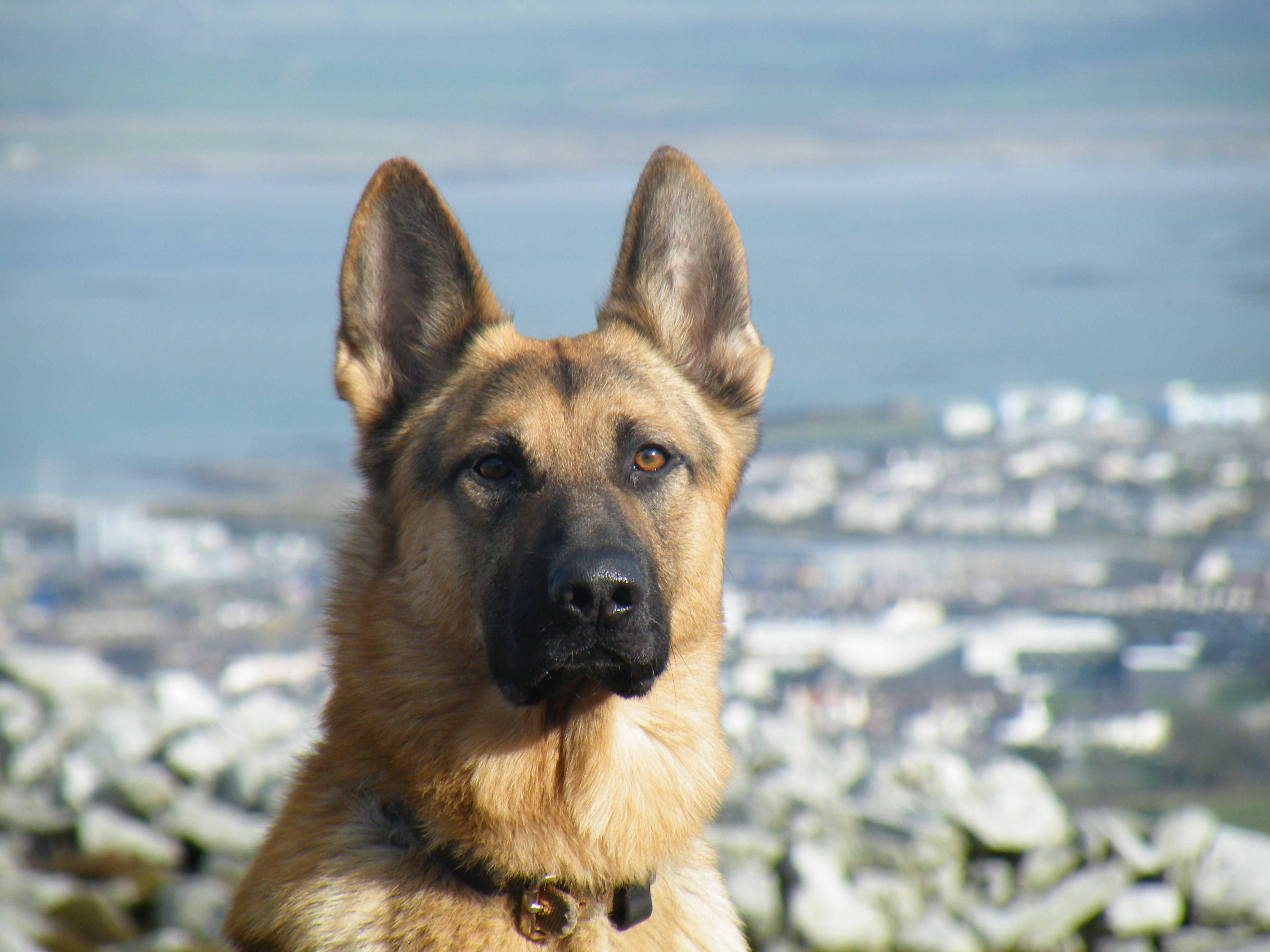
Német juhászkutya-portré

A német juhászkutya egy középnagy és erős kutyafajta. Lehet hosszú- és rövid szőrű. Habár a fekete és a barna szín a leginkább meghatározó, a német juhászkutya számos színben és mintában előfordul, de ezek közül nem mindegyik elfogadott az FCI által. A két színpáros lehet fekete és vörösesbarna, fekete és vörös, fekete és barna, fekete és ezüst, fekete és krémszínű, fekete és sárgásbarna vagy ezüst és barna.
Intelligens, mozgékony, kiegyensúlyozott. Szinte mértéktelen a temperamentuma, ennek ellenére engedelmes, figyelmes, elfogulatlan, a feladatokat jókedvűen végzi. Kellemes társ a háznál, imádja a gyermekeket, barátságos a háziállatokhoz. Ideális munkakutya, nagyon nehéz helyettesíteni. A szépségideálokat kergető tenyésztőknek már von Stephanitz is azt válaszolta: "A juhászkutya munkakutya, és maradjon is munkakutya!"
„Vállald értem: tedd biztossá, hogy a juhászkutyám munkakutya maradjon, mert én az életemet tettem rá, hogy ezt a célt elérjem!”

## Leírása

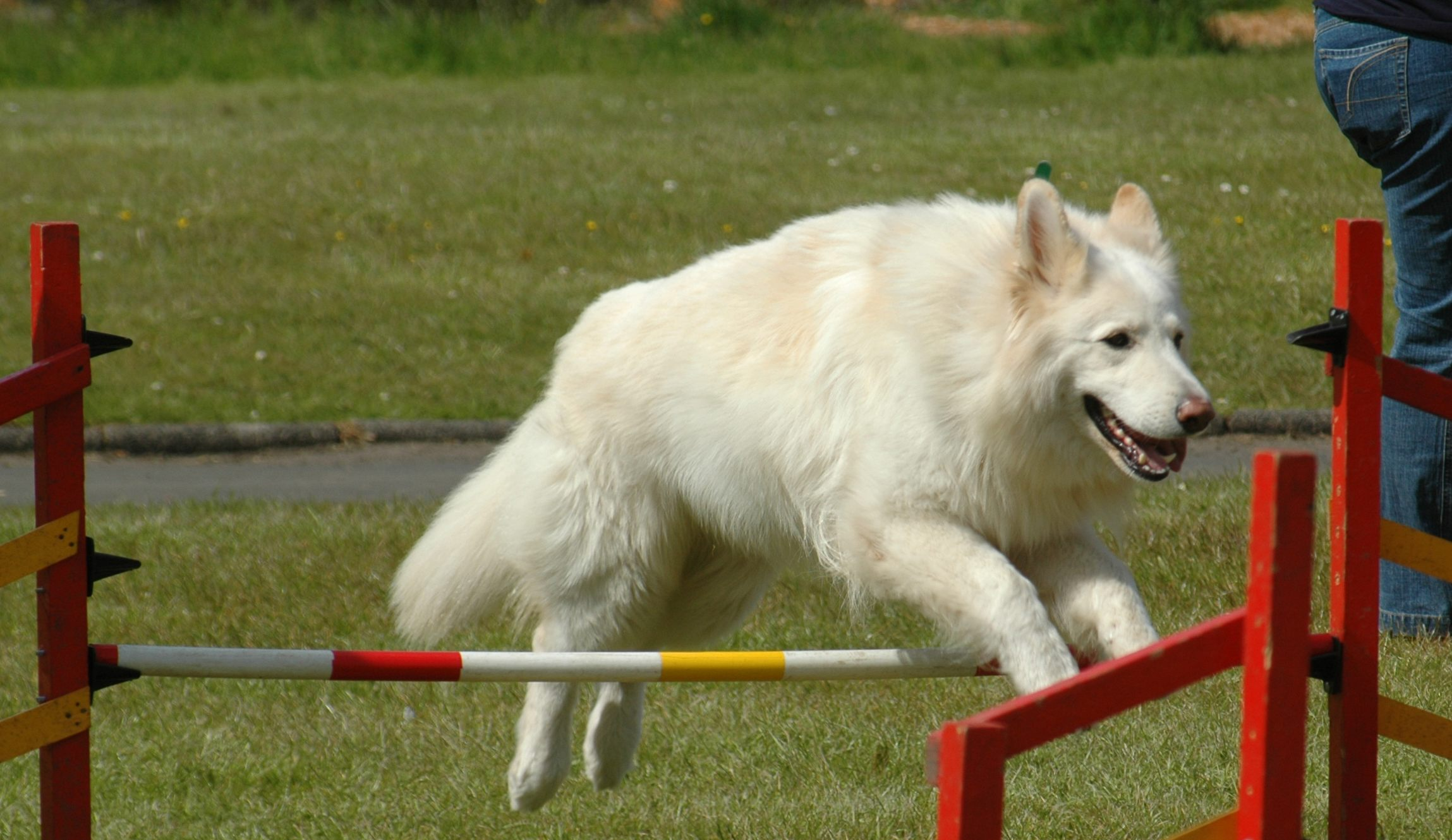

- Ügető típusú kutya, a lábait átlósan viszi, a mozgása térölelő. A hátsó lábaival tudjon legalább a test közepéig lépni, a mellső lábai ugyanolyan hosszúak legyenek.
- Marmagasság: kan: 62,5 cm., szuka: 57,5 cm., az eltérés mindkét nemnél legfeljebb +/- 2,5 cm. lehet.
- Fej: a testnagysággal arányos, a marmagasságnak körülbelül 40%-a, nem durva, de nem is túl finom. Az ajkak szárazak, feszesek, jól záródnak.
- Fogazat: legyen teljes, egészséges (42 fog, alul 22), ollós harapású.
- Fül: középnagy, álló (a kölykök mintegy 6 hónapig, néha tovább is lógatják, vagy befelé hajlítják a fülüket), csúcsban végződő, előre tekintő. Füle nagyon hasonlít a huskyéhoz.
- Szem: középnagy, ferde metszésű, mandula formájú, értelmet sugárzó, elevenséget, magabiztosságot fejezzen ki. A szem színe harmonizáljon a kutya szőrzetével.

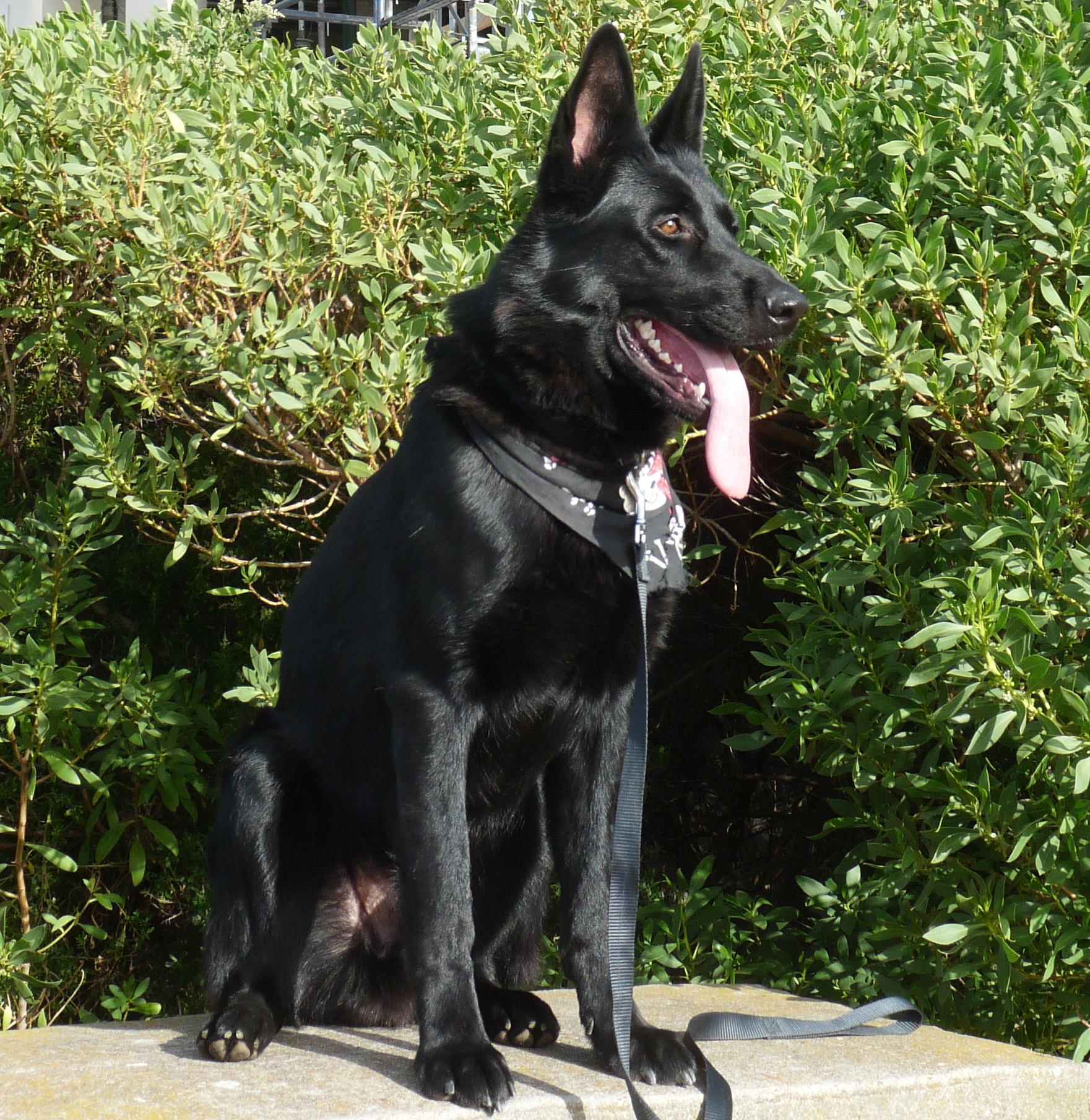
Fekete német juhászkutya kölyök

- Nyak: erősen izmolt, lebernyege nincs, a törzzsel nyugalmi állapotban mintegy 45 fokos szöget zár be, izgalmi állapotban felemelkedik, ügetés közben pedig leereszkedik.
- Törzs: a hossza a marmagasságnak mintegy a 110-117%-a. A mellkas mély, nem túl széles. A dongás - hordó alakú - mellkas a mozgást korlátozza, mert a könyök kifordul. A has mérsékelten felhúzódó, a hát és az ágyék fejlett, erős, a mar és a far között nem hosszú. A mar hosszú és magas. Az ágyék izmos, széles. A far hosszú és enyhén, körülbelül 23 fokban csapott.
- Farok: dús szőrzetű, legalább a csánkig ér, a kutya enyhén begörbítve hordja, izgalomban vagy mozgás közben felemeli, de a hátánál magasabbra a farok soha nem emelkedhet.
- Elülső végtagok:a lapocka erős, hosszú, ferde helyzetű (általában 45 fokos), a törzshöz laposan illeszkedik, a könyök nem kiálló. Az alkar egyenes, a lábközép feszes, nem meredek, nem is laza.
- Hátsó végtagok: a combcsont és a lábszár oldalnézetben mintegy 120 fokot zár be, a comb erősen izmolt, a csánk - ugróízület - erős, feszes, a lábközép erős.

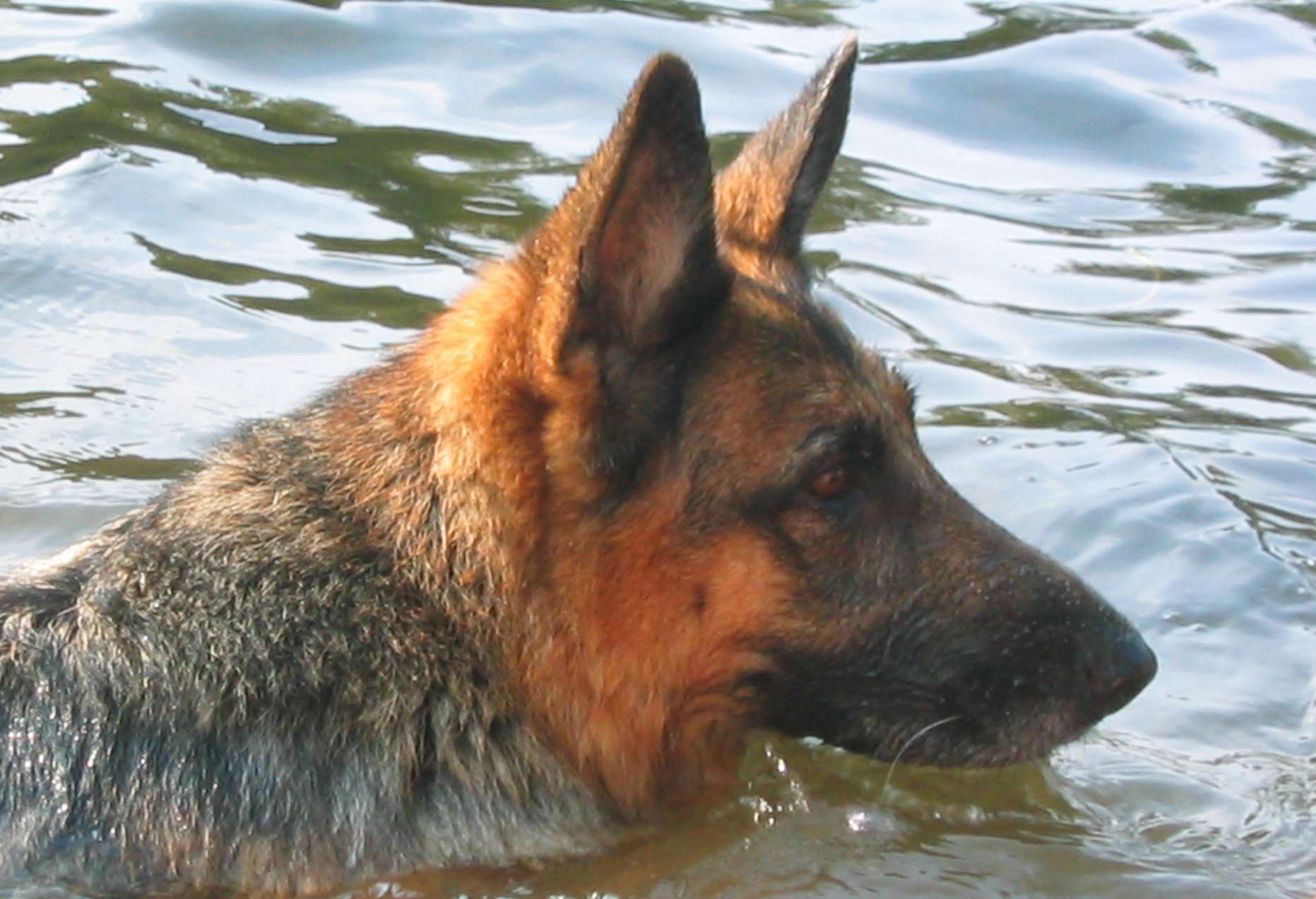

- Mancs: kerekded, rövid, jól zárt, a talppárna nagyon kemény, rugalmas, a karom rövid, erős, sötét színű. A farkaskörmöket a néhány napos kölyöknél már el kell távolítani.
- Színezet: leggyakoribb a fekete hát, cser barna alapszín fekete nyereggel vagy aranysárgától a szürkéig terjedő rajzolatokkal, egyszerű szürke (ordas), ordas alapszín világos vagy barna jegyekkel (angolszász nyelvterületen: sable),egyszínű fekete, az utóbbi nagyon ritka, egyszínű fehér, ez főleg az Amerikai Egyesült Államokban és Kanadában gyakori.
- Szőrzet: sima, félhosszú szőrzet ("Stockhaar"): a fedőszőr durva, tömör, a szőrszálak szorosan simulóak. Sima, hosszú szőrzet ("Lang-stockhaar"):az egyenes szálak hosszabbak, ez a szőrzet az időjárással szemben nem olyan ellenálló, mint a félhosszú szőrzet. Hosszú szőrzet ("Langhaar"): aljszőrzet többnyire nincs, az időjárással szemben nem ellenálló, Magyarországon az ilyen szőrzetű kutya nem tenyészthető.
- Testsúly: szuka: 22-32, kan: 30-40 kg.

## Vérmérséklete
Igen értelmes és munkaszerető fajta. Észreveszi, sőt meg is érti, mi zajlik a környezetében, s természetes feladatának tekinti a családtagok, az otthon és család tulajdonának védelmét. Rendkívül hűséges, gyengéd, barátságos és magabiztos. Noha a család minden tagjával – a gyerekekkel is jó viszonyban van, általában különösen erősen kötődik egyvalakihez (tipikusan "egygazdás"). Nem hagyja magát idegenektől megvesztegetni. Kiváló a szimata. Szőrzete minden időjárásban megfelelő védelmet nyújt, ezért a német juhászkutya nyugodtan tartható szabadtéri kifutóban is. Megjegyzendő, hogy társaság tekintetében más kutyák nem helyettesíthetik a gazda szerepét. A német juhászkutya életének központjában a gazda áll, és minden igyekezetével azon van, hogy a kedvében járjon. A fajta nem való olyan embereknek, akik sokat vannak távol otthonról, ha ugyanis nem kap elég figyelmet a gazdájától, úgy érzi, hogy büntetésben van. A német juhászkutya nagyon jól kijön a gyerekekkel, feltéve, hogy azok tisztelettel bánnak vele. Mindenképpen tudni kell róla, hogy ha a barátokkal folytatott játék eldurvul, ez a kutya a családhoz tartozó gyermekek védelmére kel. Az idegenekkel szemben óvatos, de ha a gazda azt jelzi, hogy minden rendben, akkor nem viselkedik ellenségesen velük. A család barátait lelkesen fogadja. A megfelelően szocializált német juhászkutyának sem fajtársaival, sem más háziállatokkal nem lehet gondja.

## Ápolás
A német juhászkutya könnyen gondozható. Naponta egyszer egy vakaróval át kell húzni majd kikefélni a szőrzetét, szükség esetén az ujjra húzott gézzel kitisztítani a fülét. A szemváladékot papírzsebkendővel kell letörölni. A kutyát fürdetni általában nem kell, csak ha az állatorvos javasolja, vedlik vagy élősködőt kell kiirtani, illetve ha belefeküdt valamilyen bűzös dologba (egyes kutyák a saját szaguk elfedése céljából tesznek ilyet). A fogkő elkerülése érdekében marhacsontot vagy száraz kenyeret rágjon a kutya. Ha mégis van fogkő, azt akár körömmel is le lehet kaparni. A karmok egy sokat mozgó kutyánál kopnak, de ha szükséges, egy durva reszelővel le kell koptatni azokat. Ha a végbélmirigy - "bűzmirigy" - begyullad, a kutya "szánkázással" jelzi ezt. Az állatorvos megmutatja, hogyan kell kinyomni a bűzmirigyeket. Bármilyen probléma adódik, és a kutyatartó nem tudja megoldani, keresse fel az állatorvost, ne kezdje el önmaga gyógyítani a kutyát.

## Táplálék
A részletes leírás szakértelmet kíván. Amit minden kutyatartónak tudnia kell: a kutya életkorának, egészségi állapotának, mozgásának megfelelő minőségű és mennyiségű táplálékot kell adni, ebben az állatorvos segít. Mindig legyen friss víz a kutya előtt.
Nem adható a kutyának:
- nyers disznóhús,
- vese (ez a szűrő szerv növényirtókat halmoz fel),
- füstölt, sózott vagy erősen fűszerezett hús.

## A német juhászkutya betegségei

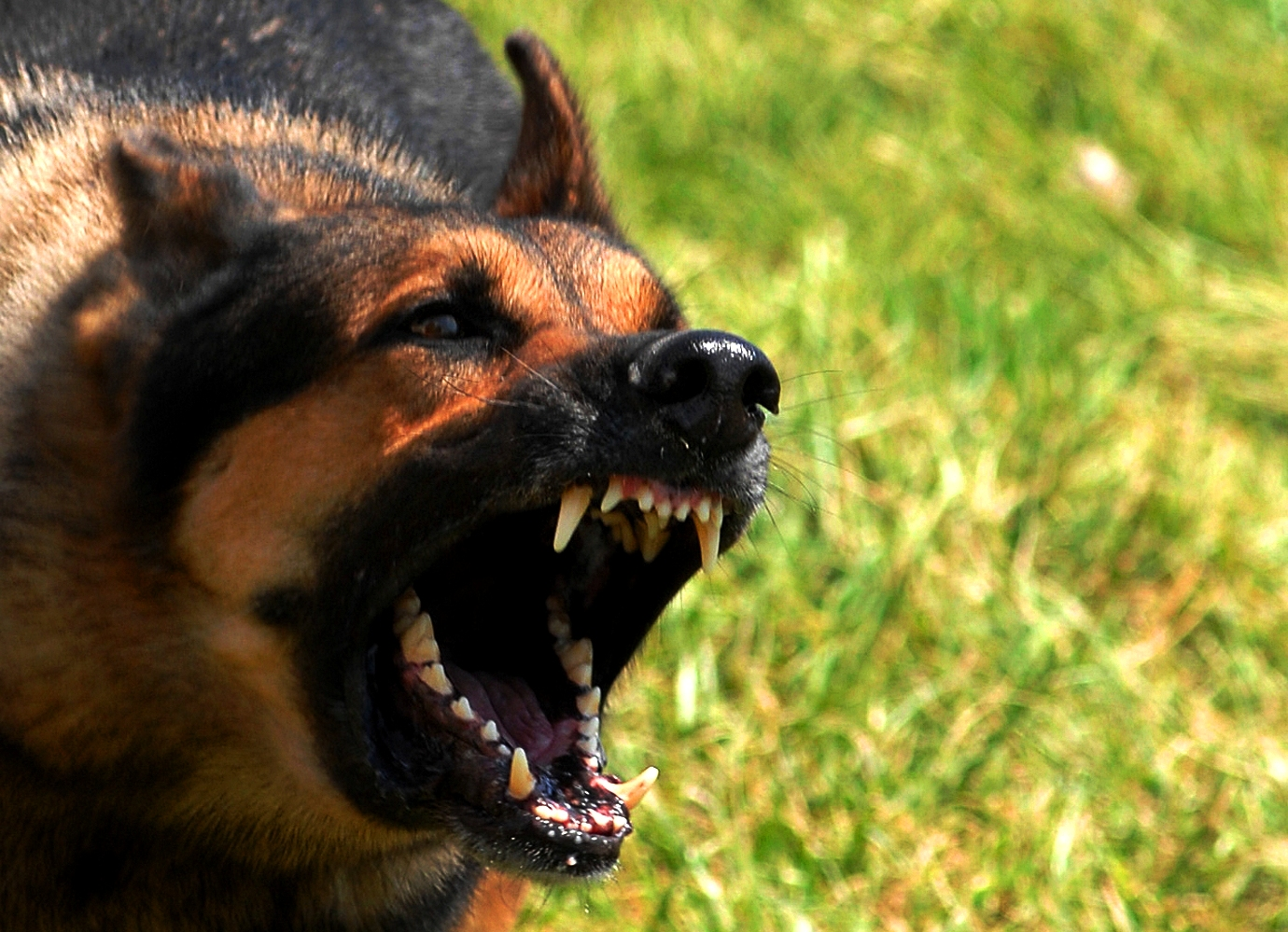
Őrült kutya? Ha igen, betegség, ha nem, emberi hiba

Minden kutyatartónak kötelessége ismerni a négylábú barátjára jellemző betegségeket, erre ott vannak a szakkönyvek, a tenyésztők, a kutyás ismerősök és mindenekelőtt az állatorvosok. A diagnosztizálás és a gyógyítás az állatorvos feladata. Az állatorvos oltja be a kutyákat az Oltási program alapján. A kölyök az első oltását még a tenyésztőnél kapja meg parvovírus szopornyica ellen, majd a kombinált oltás következik a 10-11. hétben, ennek ismétlése a 14., de inkább a 16. hétben. Ekkor kapja meg a veszettség elleni oltást is. A kutya évente kap emlékeztető oltást. A féregtelenítést a születést követő 14-16. napon kell elvégezni, majd a kölyök 8 hetes koráig hetente meg kell ismételni. A felnőtt kutya féregtelenítése évente 3 alkalommal történjék. Védekezni kell a kutyabolha és a tetű ellen is. Az állatorvos felvilágosítást ad a féregtelenítéssel kapcsolatban, az oltásokra pedig minden alkalommal berendeli a kutyát.
Az alább felsorolt betegségek a német juhászkutyára jellemzőek, és minden esetben csak az állatorvos gyógyíthatja meg azokat:
- Szaruhártya-gyulladás: Tünetek: először matt, később zavaros szaruhártya, amely pirosodni kezd, majd sötétbarna pigmentszemcsék lesznek láthatóak. Zseblámpa fénye mellett mindez észrevehető.
- Gyomorcsavarodás: A német juhászkutyának mély a mellkasa, ezért a táplálékkal teli gyomornak nincs nagy mozgástere. A kutya ugrálása, hempergése következtében a gyomor megcsavarodhat, hiszen azt csak a nyelőcső tartja. Tünetek: a gyomor gyorsan felfúvódik, a keringési rendszer összeesik, a betegséget elesettség, hányinger, légzési nehézség kíséri. Ha a gyomor megcsavarodott, a kutya már hányni sem tud, csak az operáció és az azt követő kezelés segíthet.
- Bélbetolódás:: az egyik bélszakasz beletolódhat a másikba, akár egy teleszkóp. Az ok: a bélszakasz bénulása, amely leginkább a 4-10 hónapos kutyákat fenyegeti. Tünetek: puha vagy folyós széklet, melyben vérnyomok is lehetnek, gyakori székelési inger, ezt követően székrekedés, gyors fogyás.
- Krónikus exokrin hasnyálmirigy-elégtelenség: Tünetei: hasmenés, éhség, folyamatos lesoványodás. A széklet habos, csillogó, savanyú szagú, emésztetlen táplálékrészeket tartalmazó. Ha a kutya nagy zsírtartalmú táplálékot evett, a széklet szürke vagy ólomszínű. A rossz emésztés miatt a kutya állandóan éhes, a saját emésztetlen székletét is elfogyasztja.
- Gyulladásos ízületi megbetegedések: (Sok kutyás inkább a betegség latin nevét (arthritis > artritisz) használja a hosszabb magyar megfelelő helyett.) A betegség egyszerre több ízületet is megtámadhat (polyarthritis > sokízületi gyulladás). Tünetek: A kutya nehezen tápászkodik fel, erős fájdalmai vannak, ügetés vagy futás közben fel-felsír, nincs kedve mozogni, az ízületek gyakran megdagadnak, melegebbek a környező testrészeknél. A betegség lázzal is járhat. Az állatorvos az alábbiakat javasolja: a kutyát csak sétáltatni kell, a hideg padlón nem feküdhet. A gyógyulás hosszú ideig tart.
- Artrózis: öröklött, lassú lefolyású betegség, amely bénuláshoz is vezethet. Tünetek: a bemelegítés és a kifáradás egyaránt fáj a kutyának, A feltápászkodó kutya zsibbadtnak látszik, a mozgása pedig visszafogottá válik.
- Csípőízületi diszplázia: Az elnevezés csípőtorzulást jelent. Az ízületi vápa, combfej vagy a combnyak rendellenesen fejlődhet, súlyos esetben az ellaposodott combfej és az ízületi vápa ficamot okoz. Tünetek: a hátsó lábak az enyhe gyengeségétől a lebénulásig terjedhet a betegség. Terhelésre fájdalom jelentkezik, de az nem jelezheti feltétlenül a betegség súlyosságát. Figyelni kell a kiegyensúlyozott táplálékra, a testsúly és a magasság helyes arányára és a leterhelésre.
- Degeneratív gerincvelőbántalom (degenerative myelopathy):[1] A gerincvelőt, akár az agyat, három hártya burkolja be. A 7 évesnél idősebb német juhászkutyáknál az egyik hártya elcsontosodhat, és nyomhatja a gerincvelőt. Először kevés, majd egyre több izom sorvad el, mert a nyomás következtében az idegek elsorvadnak. Tünetek: nincs fájdalom, amely jelezné a betegséget. A bénulási folyamat lassú, több éven át tart. Az első jel: az egyik hátsó láb körme karcolja az aszfaltot, majd a kutya imbolyogva, botladozva jár. Az egyre jobban bénuló kutya húzza a hátsó lábát, a karom és a szőr lekopik a mancsról, később pedig a bőr is lehorzsolódik. Fájdalom nélküli, lassú bénulásról van szó, a lábak zsibbadtnak tűnnek. A betegség meggyógyítása ma még nem jár sok sikerrel.

## Veszélyes-e a német juhászkutya?

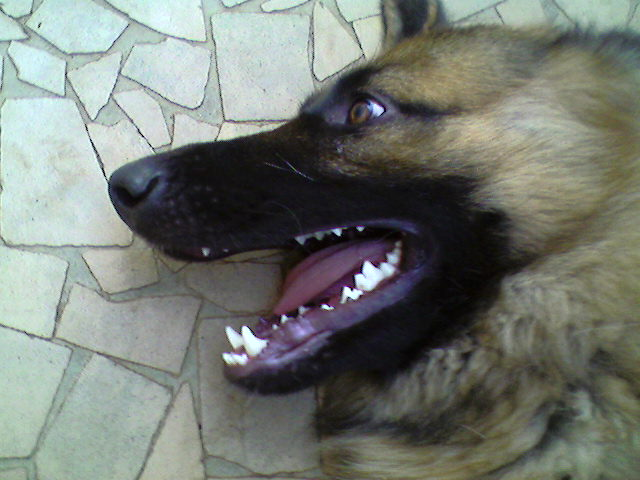
A kutya ideges állapotát a gazda hibái is előidézhetik

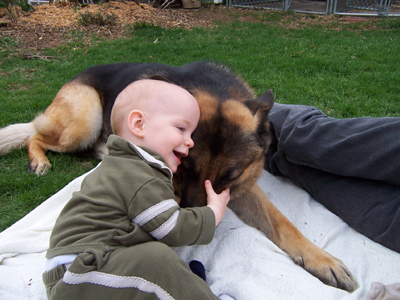
Megfelelően tartott és gondoskodásban részesített állat azonban teljesen veszélytelen is tud lenni

Alapesetben nem igazán. Az emberek többsége igennel válaszol, és erre alapot is adhat, hogy a kutyák a ragadozók rendjébe és a kutyafélék családjába tartoznak, de figyelembe kell venni, hogy a német juhászkutya az egyik legelterjedtebb fajta a világon, több millió család tart német juhászkutyát, így veszélyes mivolta a többi kutyafajtához képest minimális, léteznek sokkal veszélyesebb kutyafajták is. Igazi jó barát, kifejezetten hűséges.
Az egyik gond a fajta megítélésében rejlik: sokan eleve előítélettel, félelemmel néznek a német juhászkutyára, mert vagy a farkashoz való hasonlósága, vagy a róla szóló történetek, vagy negatív sztereotípiák keltenek félelmet bennük. (Az egészséges farkas egyébként nem támadja meg az embert.)
A baj ott kezdődik, amikor a tenyésztés helyett a nagy mennyiségű szaporítás egyes tenyésztők célja, aminek az oka az eladhatóság (ezekre a kutyákra mondják, hogy "túltenyésztett"). Ez egyes kutyáknál a komoly jellemhibához vezethet, amelyek könnyen veszélyessé válhatnak.
Az, hogy egy kutya veszélyes-e, vagy sem, a kutyatartótól is függ. A szigorú előírásokat betartó tenyésztőtől származó, szeretettel nevelt, egészséges kölyökkutyából ideális barát lesz. (Ahogy az már a bevezetőben is olvasható, a német juhászkutya nagyon intelligens állat, ezért a képességeit ki kell használni: foglalkozni kell vele, tanítani, különben hajlamos lesz arra, hogy önmaga találjon elfoglaltságot magának.)